# Granerolo
Granerolo è una frazione del comune di Gravellona Toce nella provincia del Verbano-Cusio-Ossola; fino al 1913, esattamente come l'attuale capoluogo comunale, ha fatto parte del comune di Casale Corte Cerro.

## Geografia fisica
La frazione, di circa 180 abitanti, è situata a 373 metri sul livello del mare; distaccata dal centro comunale, è posta a circa 3,5 km a Sud rispetto al centro comunale. Granerolo sorge nel complesso del Mergozzolo, in Val Corcera, ed è raggiungibile mediante carrozzabile sia dal capoluogo comunale, sia dalla località Brughiere (Omegna), mediante Strada statale 229 del Lago d'Orta, con la quale forma un piccolo agglomerato urbano. La frazione si colloca sul lato destro del fiume Strona. Confina ad Ovest con Sant'Anna di Casale Corte Cerro mediante lo Strona, a Sud con la località Brughiere.

## Monumenti e luoghi d'interesse
Sul suo territorio la frazione ospita la parrocchiale di San Giulio.